# 菊池武臣

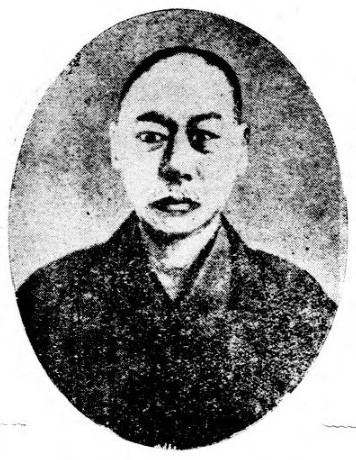
菊池武臣

菊池 武臣（きくち たけおみ、1850年11月27日（嘉永3年10月24日）- 1919年（大正8年）11月28日）は、幕末の武士、明治期の政治家・華族。貴族院男爵議員。旧姓・米良。旧名・十郎、又十郎、亀之助、則之。

## 生涯
肥後国球磨郡米良小川（現在の宮崎県西米良村小川）で、米良領主・米良則忠（菊池則忠）の長男として生まれる。父と共に明治維新に際して京都で尊王攘夷派として活動した。1879年（明治12年）2月10日、家督を継承。先祖菊池氏の南朝への忠節と維新の功により、1883年（明治16年）8月、華族に列せられ、1884年（明治17年）7月8日、男爵を叙爵した。
1877年以降、大蔵省紙幣局御雇、警視庁警部などを務めた。1890年（明治23年）7月10日、貴族院男爵議員に選出され、2期在任して1904年（明治37年）6月1日に辞職した。
晩年、熊本県菊池郡隈府町（現菊池市）に移り、同地で病のため死去した。

## 親族
- 先妻 富（鎌田出雲娘）[1]
- 後妻 鶴（岩田永貞二女）[1]
- 長男 菊池武夫（陸軍中将、貴族院男爵議員）[1]